# Gene Okerlund
Eugene Arthur Okerlund, dit « Mean » Gene Okerlund, né le 19 décembre 1942 à Brookings et mort le 2 janvier 2019 à Sarasota, est un commentateur de catch, un annonceur et un interviewer américain.
Il étudie le journalisme à l'université du Nebraska avant de devenir commentateur de catch et interviewer à l'American Wrestling Association à la fin des années 1970. En 1984, il rejoint la World Wrestling Federation (WWF) toujours comme commentateur et interviewer. En 1993, il quitte la WWF pour la World Championship Wrestling.

## Biographie
Eugene Arthur Okerlund est le fils d'Helen et Arthur Okerlund. Son père dirige une entreprise de vente de semences. Il étudie au lycée de Sisseton où il obtient son diplôme de fin d'études secondaire avant d'aller à l'université du Nebraska où il fait des études de journalisme. Il est le père du joueur de hockey sur glace Todd Okerlud (en) qui a joué chez les Islanders de New York et qui a fait partie de l'équipe des États-Unis de hockey aux Jeux olympiques d'hiver de 1988.

### Carrière

#### American Wrestling Association
Au début des années 1970, Gene Okerlund quitte la radio pour l'American Wrestling Association où il remplace l'annonceur et l'interviewer Marty O'Neill. C'est durant cette période que Jesse Ventura lui donne le surnom de « Mean Gean ». En plus de commenter les combats de catch, il interviewe les catcheurs et managers.

#### World Wrestling Federation (1984-1993)
Gene Okerlund restera avec l'AWA jusqu'à la fin de 1983 où, comme nombre du personnel de l'AWA, signe avec la World Wrestling Federation. Il reste à la WWF durant près de neuf ans et office comme interviewer et a été commentateur d'évènements comme WWF Wrestling All-American ou Tuesday Night Titans(remplaçant Vince McMahon). En 1984, il fait équipe avec Hulk Hogan contre Mr.Fuji et George The Animal Steele à Minneapolis. Il était censé rester sur le côté mais Hogan l'a bousculé malencontreusement et l'arbitre a pris ce geste pour un tag. Gene fut donc obligé d'aller combattre mais avant même que l'adversaire le touche, Okerlund faisait le tag à Hogan qui revint sur le ring. Finalement Okerlund fit le tombé sur Mr.Fuji.
Le 12 novembre 1985, Gene Okerlund avec Hulk Hogan, Bobby Heenan, Ricky Steamboat, Davey Boy Smith, le caporal Kirchner, Dynamite Kid et Big John Studd, sont apparus dans la série télévisée L'agence tous risques.

#### World Championship Wrestling 1993-2001)
Après SummerSlam 1993, Gene Okerlund a quitté la WWF, déclarant dans une interview de tournage RF, que bien qu'il aurait pu négocier un nouveau contrat avec la WWF, ces derniers ne lui en ont jamais offert, optant ainsi pour devenir un journaliste de la World Championship Wrestling (WCW). Son contrat a pris fin avec la WCW et il était hors de télévision à l'automne 1996. Mike Tenay a repris les interviews et le Pay Per View Reports. Après cela, il était à la WCW jusqu'à ce qu'elle a été vendue le 26 mars 2001 à la WWF.

#### Retour à la WWF/E (2001-2019)
Gene Okerlund retourne ensuite à la WWF (renommée WWE en 2002), et revient en tant que commentateur de la Gimmick bataille royale lors de WrestleMania X-Seven, le 1er avril 2001, avec Bobby The Brain Heenan. Il présente WWE Confidential en 2002, qui dure deux ans.
Lors de RAW is Old School, épisode de trois heures le 15 novembre 2010, il interviewe John Cena, Randy Orton, les membres de la Nexus et Mae Young tel qu'il présentait les interviews dans les années 1980[style à revoir].
Gene Okerlund fait une apparition à WrestleMania XXVII dans un segment avec The Rock et Pee-wee Herman. Il apparaît également au Raw is old school, le 4 mars 2013, pour la fête d'anniversaire de Mae Young qui a été interrompu plus tard par CM Punk.
Le 10 avril 2012, au cours de WWE Smackdown: Blast from the Past, Okerlund fait équipe avec World Heavyweight Champion Sheamus, contre l'équipe de Daniel Bryan et Alberto Del Rio.
Le 17 décembre 2012, au cours de WWE Raw, Gene Okerlund apparaît aux côtés de Jim Ross et Ricky The Dragon Steamboat afin d'annoncer le gagnant du Slammy Award du match de l'année.
Le 7 janvier 2019 à Raw, Hulk Hogan vient rendre hommage à Okerlund à la suite de son décès.

### Vie privée
Gene Okerlund a deux enfants. Son fils Todd a joué pour l'équipe de hockey sur glace de l'Université du Minnesota de 1983 à 1987. Il a également participé aux Jeux Olympiques de Calgary. Il a joué quatre matchs avec la LNH l'Islanders de New York. Une blessure chronique au genou le force finalement à prendre sa retraite.